# 清野袋
清野袋（せいのふくろ）は、青森県弘前市の地名。郵便番号は036-8072。

## 地理
岩木川沿い東側に位置し、岩賀とともに北和徳工業団地とも呼ばれる。北は岩賀、北東から東にかけて津賀野、南は向外瀬・青山、西は船水に接する。

## 沿革
- 1889年（明治22年） - 和徳村の一部。
- 1891年（明治24年） - 当時の記録では人口584、戸数89、厩22、学校1、船2であった。
- 1955年（昭和30年） - 弘前市の大字になる。

## 世帯数と人口
2017年（平成29年）6月1日現在の世帯数と人口は以下の通りである。
| 大字               | 世帯数 | 人口 |
| ------------------ | ------ | ---- |
| 清野袋（小字全域） | 4世帯  | 9人  |

## 施設

### 教育
- 養生保育所

### 医療
- 訪問看護ステーションことぶき

### 商業
- 丸大冷蔵弘前営業所
- ツシマカーサービス

### 工業
- 弘前航空電子
- 弘前航空電子スポーツハウス
- キヤノンプレシジョン
- センチュリーテクノコア

### 消防
- 弘前市消防団和徳地区第4分団

### 公共
- 清野袋町民会館
- 弘前市交流センターワークトーク弘前

## 小・中学校の学区
市立小・中学校に通う場合、学区は以下の通りとなる。
| 町丁         | 番・番地 | 小学校           | 中学校             |
| ------------ | -------- | ---------------- | ------------------ |
| 清野袋       | 全域     | 弘前市立北小学校 | 弘前市立第一中学校 |
| 清野袋一丁目 | 全域     | 弘前市立北小学校 | 弘前市立第一中学校 |
| 清野袋二丁目 | 全域     | 弘前市立北小学校 | 弘前市立第一中学校 |
| 清野袋三丁目 | 全域     | 弘前市立北小学校 | 弘前市立第一中学校 |
| 清野袋四丁目 | 全域     | 弘前市立北小学校 | 弘前市立第一中学校 |
| 清野袋五丁目 | 全域     | 弘前市立北小学校 | 弘前市立第一中学校 |

## 交通
- 弘南バス

養正農協前、公民館前、清野袋、北和徳工業団地南口、北和徳工業団地北口（弘前駅 - 岩賀線）停留所。